# Timo Salonen
Timo Salonen (nascut el 8 d'octubre de 1951 a Hèlsinki) va ser un pilot de ral·lis finlandès. Va debutar en competicions de ral·lis l'any 1970 i el 1974 va participar en el Campionat Mundial de Ral·lis. Va guanyar nou ral·lis en tota la seva carrera, sent campió del món de pilots l'any 1985.

## Títols
| Any  | Campionat                    | Cotxe                                          |
| ---- | ---------------------------- | ---------------------------------------------- |
| 1985 | Campionat Mundial de Ral·lis | Peugeot 205 Turbo 16 / Peugeot 205 Turbo 16 E2 |

## Victòries al WRC
| Any  | Ral·li                  | País          | Co-pilot        | Cotxe                   |
| ---- | ----------------------- | ------------- | --------------- | ----------------------- |
| 1977 | Ral·li del Québec       | Canadà        | Jaakko Markkula | Fiat 131 Abarth         |
| 1980 | Ral·li de Nova Zelanda  | Nova Zelanda  | Seppo Harjanne  | Datsun 160J             |
| 1981 | Ral·li de Costa d'Ivori | Costa d'Ivori | Seppo Harjanne  | Datsun Violet GT        |
| 1985 | Ral·li d'Acròpolis      | Grècia        | Seppo Harjanne  | Peugeot 205 Turbo 16 E2 |
| 1985 | Ral·li de Nova Zelanda  | Nova Zelanda  | Seppo Harjanne  | Peugeot 205 Turbo 16 E2 |
| 1985 | Ral·li de l'Argentina   | Argentina     | Seppo Harjanne  | Peugeot 205 Turbo 16 E2 |
| 1986 | Ral·li de Finlàndia     | Finlàndia     | Seppo Harjanne  | Peugeot 205 Turbo 16 E2 |
| 1986 | Ral·li de Gal·les       | Gran Bretanya | Seppo Harjanne  | Peugeot 205 Turbo 16 E2 |
| 1987 | Ral·li de Suècia        | Suècia        | Seppo Harjanne  | Mazda 323 4WD           |